# エイジ オブ ミソロジー
エイジ オブ ミソロジーはアンサンブルスタジオ開発、マイクロソフト発売のリアルタイムストラテジーゲーム。2002年12月13日に発売された。『エイジ オブ エンパイア』シリーズの外伝的作品で、同シリーズが歴史上の兵器や戦闘、技術を扱っているのに対し、本作品は神話上の怪物等を扱っていることが特徴である。
2014年5月9日に、HD解像度のサポートなどがされた、「Age of Mythology: Extended Edition」が発売された。

## 概要
ギリシア神話、北欧神話、エジプト神話の3つの神話体系から一つを選び、敵の文明を打ち倒す。特長として、時代が進化すると得られるゴッドパワーと呼ばれる神からの恩恵があり、それを行使することで資源の入手が容易になったり、強力なユニットを入手したり、敵を攻撃することができる。
原始の時代、古典の時代、英雄の時代及び神話（ティタン）の時代があり、時代進化するごとに新たな従神を選択しそれによって作成できるユニットや得られるゴッドパワーが変わる。
各文明には主神が3柱ずつおり、それらを選ぶことでユニットや、従神の選択肢が変わってくる。各文明における主神は以下の通り。
- ギリシア神話 : ゼウス - ポセイドン - ハデス
- 北欧神話 : オーディン - トール - ロキ
- エジプト神話 : ラー - イシス - セト

拡張パックのアトランティスの巨神たちではティタンを主神とするアトランティス文明が登場する。
- アトランティス : ウラノス - クロノス - ガイア - アーカントス（キャンペーンのみ登場。）

## 登場する神々
| 神             | 主神                       | 神話ユニットと建物                                                 | ゴッドパワー     | 登場する時代 |
| ゼウス         | -                          | ペガサス、民族の象徴（オリンピアのゼウス像）                       | 雷光             | 原始の時代   |
| ポセイドン     | -                          | ペガサス、海馬、民族の象徴（フィリッポポリスの劇場?）              | 魅惑             | 原始の時代   |
| ハデス         | -                          | ペガサス、ハデスの亡霊、民族の象徴（マウソロス霊廟）               | 番人             | 原始の時代   |
| アテナ         | ゼウス、ハデス             | ミノタウロス                                                       | 復興             | 古典の時代   |
| アレス         | ポセイドン、ハデス         | キュクロプス                                                       | 悪疫             | 古典の時代   |
| ヘルメス       | ゼウス、ポセイドン         | ケンタウロス                                                       | 停戦             | 古典の時代   |
| アポロン       | ゼウス、ハデス             | マンティコア                                                       | 黄泉の道         | 英雄の時代   |
| アフロディテ   | ポセイドン、ハデス         | ネメアのライオン                                                   | 呪い             | 英雄の時代   |
| ディオニソス   | ゼウス、ポセイドン         | ヒュドラ、スキュラ                                                 | ブロンズ         | 英雄の時代   |
| ヘファイストス | ゼウス、ポセイドン、ハデス | コロッソス                                                         | 豊穣             | 神話の時代   |
| アルテミス     | ポセイドン、ハデス         | キマイラ                                                           | 大地震           | 神話の時代   |
| ヘラ           | ゼウス                     | メデューサ、カルキノス                                             | 大嵐             | 神話の時代   |
| オーディン     | -                          | 民族の象徴（ウプサラの神殿?）                                      | 大猟             | 原始の時代   |
| トール         | -                          | 民族の象徴（ユグドラシルの樹?）                                    | ドワーフの金鉱   | 原始の時代   |
| ロキ           | -                          | 民族の象徴（ナグルファル?）                                        | 諜報             | 原始の時代   |
| フレイヤ       | オーディン、トール         | ワルキューレ                                                       | 山火事           | 古典の時代   |
| ヘイムダル     | オーディン、ロキ           | エインヘルヤル                                                     | 侵食             | 古典の時代   |
| フォルセティ   | トール、ロキ               | トロール                                                           | 癒しの泉         | 古典の時代   |
| スカジ         | オーディン、トール         | フロストジャイアント                                               | 結氷             | 英雄の時代   |
| ニョルズ       | オーディン、ロキ           | マウンテンジャイアント、クラーケン                                 | 木霊             | 英雄の時代   |
| ブラギ         | トール、ロキ               | バトルボア                                                         | 炎の武器         | 英雄の時代   |
| チュール       | オーディン、トール、ロキ   | フェンリスウルフ、ヨルムンド                                       | フィンブルヴェド | 神話の時代   |
| バルドル       | オーディン、トール         | ファイアジャイアント                                               | ラグナロク       | 神話の時代   |
| ヘル           | ロキ                       | フロストジャイアント、マウンテンジャイアント、ファイアジャイアント | ニーズヘッグ     | 神話の時代   |
| ラー           | -                          | 民族の象徴（ピラミッド）                                           | 恵みの雨         | 原始の時代   |
| イシス         | -                          | 民族の象徴（ギザの大スフィンクス）                                 | 繁栄             | 原始の時代   |
| セト           | -                          | 民族の象徴（カルナック神殿?）                                      | 予見             | 原始の時代   |
| バステト       | ラー、イシス               | スフィンクス                                                       | 日蝕             | 古典の時代   |
| プタハ         | ラー、セト                 | ウジャト                                                           | 砂嵐             | 古典の時代   |
| アヌビス       | イシス、セト               | アヌビテ（アヌビスの眷属?）                                        | 毒蛇             | 古典の時代   |
| ハトホル       | ラー、イシス               | ロック鳥、ペトスコス                                               | イナゴの大群     | 英雄の時代   |
| セクメト       | ラー、セト                 | スカラベ                                                           | 大要塞           | 英雄の時代   |
| ネフティス     | イシス、セト               | スコーピオンマン、リヴァイアサン                                   | 英霊             | 英雄の時代   |
| オシリス       | ラー、イシス               | ミイラ                                                             | オシリスの息子   | 神話の時代   |
| ホルス         | ラー、セト                 | アヴェンジャー（“復讐者”ホルスの称号の一つ）                       | 竜巻             | 神話の時代   |
| トト           | イシス、セト               | フェニックス、ウォータートル                                       | 隕石             | 神話の時代   |
| クロノス       | -                          | -                                                                  | 解体             | 原始の時代   |
| ウラノス       | -                          | 天宮の路                                                           | 衝撃波           | 原始の時代   |
| ガイア         | -                          | -                                                                  | ガイアの森       | 原始の時代   |
| プロメテウス   | ウラノス、クロノス         | プロメシアン（プロメテウスの創造物）                               | 武勇             | 古典の時代   |
| レト           | クロノス、ガイア           | オートマタ                                                         | 蜘蛛の巣         | 古典の時代   |
| オケアノス     | ウラノス、ガイア           | サーヴァント（水の精霊）、カラドリア（怪鳥に乗って戦う）           | 食人花           | 古典の時代   |
| ヒュペリオン   | クロノス、ウラノス         | サテュロス、ネレイデス                                             | 混沌             | 英雄の時代   |
| レア           | クロノス、ガイア           | ベヘモット                                                         | 反逆             | 英雄の時代   |
| テイア         | ウラノス、ガイア           | ステュムパロスの鳥、ドリュアデス                                   | ヘスペリデスの木 | 英雄の時代   |
| ヘリオス       | クロノス、ウラノス         | ヘカギガンテス、マンノウォー、鏡の塔                               | 旋風             | 神話の時代   |
| アトラス       | クロノス、ガイア           | アルゴス                                                           | 内破             | 神話の時代   |
| ヘカテ         | ウラノス、ガイア           | ランパデス（闇のニンフ）                                           | タルタロスの門   | 神話の時代   |

## 登場するユニット
神話ユニットについては登場する神々を参照のこと。

### ギリシア
- 歩兵ユニット:ホプリタイ - ヒュパスピスト - ミュルミドン - 民兵
- 射手ユニット:トクソテス - ペルタスト - ガストラフェテス
- 騎兵ユニット:カタスポスコス - ヒッピコン - ブロドロモス - ヘタイロイ
- 攻城ユニット:ペトロボロス - ヘレポリス
- 英雄ユニット
  - イアソン - オデュッセウス - ヘラクレス - ベレロポン
  - テセウス - ヒッポリュッテ - アタランテ - ポリュペモス
  - アイアス - ケイロン - アキレス - ペルセウス
- 艦船ユニット:ガレー船 - 大戦艦 - ペンテコンター（五重櫂船） - 漁船 - 輸送船
- その他:街の人

### 北欧
- 歩兵ユニット:ウルフサルク - ハスカール
- 射手ユニット:フランカスロウ
- 騎兵ユニット:レイダー騎兵 - ヤール
- 攻城ユニット:破城槌 - バリスタ
- 英雄ユニット:ヘルシル - ラグナレクの英雄
- 艦船ユニット:ロングボート - ドラゴンシップ - ドラッガー - 漁船 - 輸送船
- その他:集める人 - ドワーフ

### エジプト
- 歩兵ユニット:スピアマン - アックスマン - 傭兵
- 射手ユニット:スリンガー - チャリオットアーチャー
- 騎兵ユニット:ラクダ騎兵 - 象騎兵 - 傭騎兵
- 攻城ユニット:攻城塔 - カタパルト
- 英雄ユニット:ファラオ - 聖職者
- 艦船ユニット:ケビニット - 将官艇 - 衝角ガレー船 - 漁船 - 輸送船
- その他:働く人

### アトランティス
- 歩兵ユニット:ムルミロ - カタペルテス - デストロイヤー - ファナティック（狂信者）
- 射手ユニット:アルカス - トゥルマ
- 騎兵ユニット:コンタリウス
- 攻城ユニット:ケイロバリスタ - ファイアサイフォン
- 英雄ユニット:人間の兵士を英雄化
- 艦船ユニット:二段ガレー船 - ファイアシップ - 攻城ガレー船 - 漁船 - 輸送船
- その他:市民 - 賢者

## 登場する聖なる箱など
- 青きクリスタルの破片
- アキレウスの甲冑
- アポロンのキタラ
- アルゴスの毛皮
- アルテミスの弓
- アルファルの矢
- イムセティのカノプス壺
- ウジャトの目（ホルスの目）
- エンプレスゾーイの毛布
- オーセベリの荷車
- オーディンの杖
- オーディンの槍グングニル
- 鉄のイノシシの牙（AOEⅡのアッティラ　キャンペーン?）
- ラーのアンク十字
- ヘファイストスのかなどこ
- 黒いロトス
- 蹴飛ばし屋のブーツ
- ブエンの敷石
- カトプレパスの鱗
- ドワーフのカリパス
- オロナルの目（AOEⅡのチンギスハーン　キャンペーン?）
- フェンリルの足枷
- ガイアの知恵の書
- ヒッポリュテのベルト
- ペガソスの馬勒
- つがいの金の獅子
- ハルモニアの首飾り
- ハーターの塔
- オルフェウスの首
- 雷雲のショール
- ホルスのコピシュ
- ミスリルの馬蹄
- 聖なるサルの頭（トトの聖獣であるヒヒ?）
- スフィンクスの鼻
- 鋼鉄の屋根
- パンドラの箱
- ピグマリオンの像
- ニーベンルグの指環
- スカラベのペンダント
- 爪の船
- バステトのシストラム（楽器の一種）
- ディオニソスの杖
- ケルベロスの尾
- ティタンの至宝
- 鋸歯の矢
- 3揃いの弓
- セストスの塔
- トロイアの門の蝶番